# Kloster Oberndorf
Das Kloster Oberndorf oder Averdorp war ein Prämonstratenserinnenstift bei Wesel am Niederrhein wurde im 12. Jahrhundert als ältestes Kloster der Stadt begründet, 1587 zerstört und 1626 aufgehoben. In der Umgebung des Klosters lag die unbefestigte Vorstadt Averdorp.

## Lage
Das Kloster befand sich südlich des ältesten Stadtkerns nahe der Mündung der Lippe in den Rhein. Ein nördlich des Lippeglacis verlaufender Abschnitt der Bundesstraße 8 trägt den Namen Oberndorfstraße, gibt die Position des Klosters jedoch nicht exakt wieder. Es lag aus heutiger Sicht zwischen dem ebenfalls zur B 8 gehörenden Südring und der Lippemündung im Bereich des Städtischen Rheinhafens Wesel. Heute verläuft dort ungefähr das westliche Ende der Hafenstraße.

## Geschichte
Die Klostergründung soll zwischen 1122 und 1125 erfolgt sein, nachdem Mitglieder der Familie Cappenberg dem Begründer des Prämonstratenserordens Norbert von Xanten einen von ihnen besessenen Hof an der Stelle des späteren Klosters gestiftet hatten. Dieser Vorgang gilt historisch jedoch nicht als gesichert. Um 1145 zogen die meisten Nonnen aus dem ersten Prämonstratenserkloster Kloster Cappenberg nach Oberndorf. Die Klosterkirche von Oberndorf wurde um 1155 geweiht. In der Frühphase des Klosters kam es zu erheblichen Konflikten mit der Weseler Bevölkerung, wie es Dokumente aus den Jahren 1163 und 1233 belegen. Hintergrund war, dass im Wald des Klosters mehrfach unerlaubt Holz geschlagen wurde. Das Kloster der Prämonstratenserinnen bekam den Status eines Priorats und hatte die Verfügungsgewalt über mehrere Kirchen im Umkreis. Dazu gehörte ab 1277 die Weseler Stadtkirche St. Willibrord. Kirchenrechtlich reichte die Stellung der Prämonstratenserinnen so weit, dass die Gründung des Augustinerklosters in der Weseler Innenstadt in den 1350er Jahren nur durch die Zustimmung des Klosters Oberndorf möglich war.
Im 16. Jahrhundert war das Kloster ebenso wie die nahegelegene Stadt von der Reformation betroffen und die Mehrheit der Nonnen gehörte 1585 der evangelisch-lutherischen Konfession an. 1587 verlangten Weseler Bürger die Zerstörung des Klosters und die darum liegende Vorstadt Averdorp/Oberndorf. Die Zerstörung des Klosters soll eigenmächtig und gegen den Willen des Rates durchgeführt worden sein. Die Zerstörung beruhte auf der Befürchtung, das Kloster könnte Feinden als Versteck direkt vor der Stadt dienen. 1606 musste die Stadt Wesel dem Probst von Cappenberg eine Entschädigungssumme zahlen. Die Gemeinschaft der Nonnen bestand nach der Zerstörung zunächst weiter und bezog das verlassene Augustinerkloster in der Weseler Innenstadt. 1626 wurde die Klostergemeinschaft aufgehoben. Es folgte der Versuch, eine Gemeinschaft von Prämonstratensermönchen in Wesel einzurichten, was jedoch scheiterte. Auf Anweisung des Kurfürsten von Brandenburg entstand unter dem Namen Oberndorf ein klosterähnliches Damenstift für adlige Frauen, welches bis 1802 Bestand hatte und neben einer evangelischen Mehrheit den vorgegebenen Anteil von einem Viertel katholischer Frauen hatte.